# Arena Birmingham
Arena Birmingham è una struttura coperta multifunzione che si trova a Birmingham, in Inghilterra.
Proprietà di National Exhibition Centre Group, si trova nel centro cittadino e fu inaugurata nel 1991.
All'epoca della sua apertura era la più capiente struttura coperta del Regno Unito.
Può ospitare eventi sportivi e concerti musicali, e ha una capacità massima di 15800 posti a sedere.
L'impianto ospita annualmente il Birmingham Indoor Grand Prix, meeting indoor di atletica leggera che si tiene nel mese di febbraio.
Tra gli artisti internazionali che vi si sono esibiti di recente ricordiamo Anastacia, Ariana Grande, Britney Spears,  Beyoncé, Justin Bieber, Black Sabbath, Michael Bublé, Alicia Keys, Lady Gaga, Madonna, Kylie Minogue, Cliff Richard, Nicki Minaj, Queen + Adam Lambert, Rihanna e i Linkin Park. L'arena ha ospitato quella che si sarebbe rivelata l'ultima data del One More Light World Tour dei Linkin Park, a causa del suicidio del cantante Chester Bennington avvenuto appena 14 giorni più tardi.